# 고성 육영재
고성 육영재(固城 育英齋)는 대한민국 경상남도 고성군 하일면에 있는 조선시대의 건축물이다.
1994년 7월 4일 경상남도의 문화재자료 제208호 육영재으로 지정되었다가, 2018년 12월 20일 현재의 명칭으로 변경되었다.

## 개요
전주 최씨 문중에서 후손들의 학문지도와 육성을 위해 세운 건물이다.
조선 경종 3년(1723) 초가삼간으로 처음 시작했으나, 그 뒤 학생 수가 늘어나자 헌종 11년(1845) 지금 있는 자리로 옮겨 다시 세웠다. 입구에 있는 솟을대문과 본관 사랑채, 곡간채 등이 동서남북으로 배치되어 있다.
본관은 앞면 6칸·옆면 2칸 건물로 기둥은 지름이 50cm나 되는 원형기둥이다. 문짝은 매우 정교하고 독특한 모습이며 좌우에 있는 방의 천장은 소나무를 조각하여 만든 것으로 매우 특이한 조형 양식을 보이고 있다.

## 참고 자료
- 육영재 - 국가유산청 국가유산포털